# 太平洋真鰶
太平洋真鰶為輻鰭魚綱鲱形目鲱科的其中一種，分布於北美洲太平洋岸的淡水流域，體長可達14公分，棲息在河川、湖泊，以浮游生物為食，可做為食用魚。

## 擴展閱讀
維基物種上的相關：太平洋真鰶